# ذباب لحمي
ذباب لحمي أو فوق فصيلة ذباب كلوروبويديا (الاسم العلمي: Carnoidea)، هي فصيلة عليا من الذباب وتنتمي إلى الذباب المقنع.